# Wanchalerm Yingyong
Wanchalerm Yingyong (thailändisch วันเฉลิม ยิ่งยง, * 12. August 1993 in Nakhon Si Thammarat), auch als Kif bekannt, ist ein thailändischer Fußballspieler.

## Karriere

### Verein
Wanchalerm Yingyong erlernte das Fußballspielen in der Jugendmannschaft des Erstligisten Police United in Bangkok. Hier unterschrieb er 2011 auch seinen ersten Profivertrag. 2012 bis 2013 wurde er an den Drittligisten Look E San FC ausgeliehen. Mit dem Verein wurde er 2013 Meister der Regional League Division 2 – Central/East. Für Look spielte er 26 Mal und schoss dabei sechs Tore. 2015 wechselte er zum thailändischen Meister Buriram United nach Buriram. In der Hinserie kam er beim Meister auf zwei Einsätze. Die Rückserie wurde er an den Ligakonkurrenten Chainat Hornbill FC ausgeliehen. Nach Ende der Leihe wurde er von Chainat fest verpflichtet. Im Juli 2016 verließ er Chainat und schloss sich dem Erstligisten Chiangrai United an. Der Bangkoker Club Port FC, ebenfalls ein Erstligist, lieh ihn die Hinserie 2017 aus. Von Juni 2017 bis Ende 2018 wurde er vom Ligakonkurrenten PT Prachuap FC ausgeliehen. Nach Ende der Ausleihe wurde er Anfang 2019 fest von PT verpflichtet. Am 29. Mai 2022 stand er mit PT im Finale des Thai League Cup. Hier unterlag man im BG Stadium Buriram United mit 4:0. Für PT absolvierte er 53 Ligaspiele. Im Juni 2022 verpflichtete ihn der ebenfalls in der ersten Liga spielende Nongbua Pitchaya FC. Am Ende der Saison 2022/23 musste er mit Nongbua als Tabellenvorletzter den Weg in die Zweitklassigkeit antreten. Nach dem Abstieg verließ er den Verein und schloss sich Ende Juli 2023 dem Zweitligisten Nakhon Si United FC an. Die Saison 2023/24 wurde er mit dem Verein Tabellenfünfter und qualifizierte sich somit für die Aufstiegsspiele zur ersten Liga. Hier konnte man sich jedoch nicht gegen den Rayong FC durchsetzen und verblieb in der zweiten Liga. Nach 25 Ligaspielen, in denen er zwei Treffer erzielte, wurde sein Vertrag im Sommer 2024 nicht verlängert. Anfang Juli 2024 nahm ihn der Erstligaabsteiger Police Tero FC unter Vertrag. Nach elf Ligaspielen nahm ihn der ebenfalls in der zweiten Liga spielende Mahasarakham SBT FC unter Vertrag. Nach zehn Ligaspielen kehrte er im Juli 2025 zu seinem ehemaligen Verein, dem Zweitligisten Nahon Si United FC, zurück.

### Nationalmannschaft
2011 spielte Wanchalerm Yingyong sechsmal in der thailändischen U-19-Nationalmannschaft.

## Erfolge
Look E San FC
Regional League Division 2 – Central/East: 2013
PT Prachuap FC
- Thailändischer Ligapokalsieger: 2019
- Thailändischer Ligapokalfinalist: 2021/22